# Dosches
Dosches är en kommun i departementet Aube i regionen Grand Est (tidigare regionen Champagne-Ardenne) i nordöstra Frankrike. Kommunen ligger  i kantonen Piney som ligger i arrondissementet Troyes. År 2022 hade Dosches 312 invånare.

## Befolkningsutveckling
Antalet invånare i kommunen Dosches
Referens: INSEE